# محافظة تاكو
محافظة تاكو (بالإنجليزية: Takéo Province)‏ هي محافظة في كمبوديا، تتبع كمبوديا، بلغ عدد سكانها 843٬931 نسمة، عاصمتها تاكيو، تبلغ مساحتها 3٬563٫0 كيلومتر مربع.

## الموقع
تشترك في الحدود مع:
- محافظة كندال.

## التقسيمات الإدارية
- Angkor Borei District [الإنجليزية]‏
- Bati district [الإنجليزية]‏
- Bourei Cholsar District [الإنجليزية]‏
- Kiri Vong District [الإنجليزية]‏
- Kaoh Andaet District [الإنجليزية]‏
- Prey Kabbas District [الإنجليزية]‏
- Samraŏng district [الإنجليزية]‏
- Doun Kaev municipality [الإنجليزية]‏
- Tram Kak District [الإنجليزية]‏
- Treang District [الإنجليزية]‏.

## أعلام
- تشنغ هينج